# نصر شاهين
السيارة نصر شاهين هي من إنتاج النصر للسيارات
وشركة نصر لصناعة السيارات الموجودة في وادي حوف، حلوان، القاهرة، مصر.
هي شركة مصرية لصناعة سيارات الركوب. إلا أنها تصنع أيضا الشاحنات والنقل الثقيل.
وتعد شركة النصر لصناعة السيارات أول شركة سيارات في الشرق الأوسط، وكانت الحكومة المصرية قد أسستها لتجميع السيارات في البداية ثم صناعة أول سيارة مصرية.
و قد عملت نصر على تجميع سيارات فيات في مصانعها وحازت على ثقة المصريين وكانت وما زالت أكثر السيارات مبيعا في السوق المصرية ؛نظرا لأن السيارات المجمعة في نصر لا تقل عن مثيلاتها في فيات. كما استمرت نصر في تصنيع سيارات فيات التي انتهى إنتاجها في إيطاليا.
وما زالت نصر إلى الآن تنتج السيارة نصر 128، وهي تعدّ سيارة الشعب في مصر (أنتجتها فيات سنة 1969) بتعاون مع شركة يوجو اليوجوسلافية.
وتنتج شركة النصر أيضا السيارة توفاش شاهين وهي نموذج معدل من السيارة يتم تصديره إلى تركيا. وكذلك السيارة فلوريدا بالتعاون مع شركة يوجو.

## الميزات
وتعدّ الميزة الموجودة في هذه السيارة أو سيارات نصر عامةً هي انخفاض سعرها، وهذا ما يجعلها في متناول معظم الشعب المصري، لذلك فهي منتشرة بمعظم طرازاتها خاصةً موديل شاهين ونصر 128.

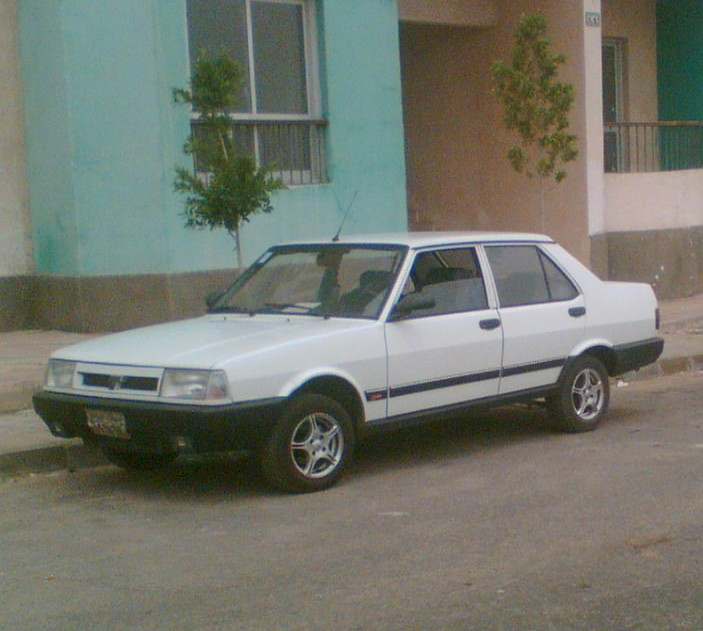
توفاش شاهين

## وصلات خارجية
- معلومات - صور - مواصفات فنية - الصيانة by HRH_Sameh
- صور شاهين معدلة by HRH_Sameh